# Carentino
Carentino (piemontiul: Carenten) település Olaszországban, Piemont régióban, Alessandria megyében. Lakosainak száma 330 fő (2023. január 1.). Carentino Bergamasco, Borgoratto Alessandrino, Bruno, Frascaro, Gamalero, Mombaruzzo és Oviglio községekkel határos.

## Népesség
A település népességének változása:
| Lakosok száma | 327  | 331  | 330  |
|               | 2017 | 2018 | 2023 |